# Cantone di Annemasse-Nord
Il Cantone di Annemasse-Nord era un cantone francese dell'arrondissement di Saint-Julien-en-Genevois.
A seguito della riforma approvata con decreto del 13 febbraio 2014, che ha avuto attuazione dopo le elezioni dipartimentali del 2015, è stato soppresso.

## Composizione
Comprendeva parte della città di Annemasse e i comuni di:
- Ambilly
- Cranves-Sales
- Lucinges
- Machilly
- Ville-la-Grand
- Saint-Cergues
- Juvigny